# Arbeitsgemeinschaft Österreichischer Entomologen
Die Arbeitsgemeinschaft Österreichischer Entomologen (AÖE) ist ein wissenschaftlicher, gemeinnütziger Verein, der im Jahr 1949 gegründet wurde. In ihm sind Fachleute wie auch Amateure tätig, die an Insekten interessiert sind. Der Verein befasst sich aktiv mit der wissenschaftlichen Arbeit über Insekten, mit deren Vielfalt, Lebensweise, Aufzucht und Verbreitung sowie mit Fragen des Biotop- und des Artenschutzes.

## Aufgaben, Ziele, Leistungen
- Schwerpunkt ist die aktive entomologische Forschung
- Organisation eines reichhaltigen Vortragsprogramms und von Tagungen und Exkursionen
- Herausgeber einer internationalen Fachzeitschrift
- Führung einer eigenen Fachbibliothek

## Publikationen
Die von der AÖE herausgegebene Fachzeitschrift unter dem Titel Zeitschrift der Arbeitsgemeinschaft Österreichischer Entomologen (= Zeitschrift der AÖE) erscheint seit 1960. Vorgänger war das Entomologische Nachrichtenblatt österreichischer und Schweizer Entomologen (1950–1959). Darin aufgegangen ist das Entomologische Nachrichtenblatt.